# Alepocephaliformes
De Alepocephaliformes vormen een orde binnen de straalvinnige vissen.

## Families
- Familie: Alepocephalidae (Gladkopvissen)
- Familie: Platytroctidae (Glaskopvissen)